# Ernst Riegel

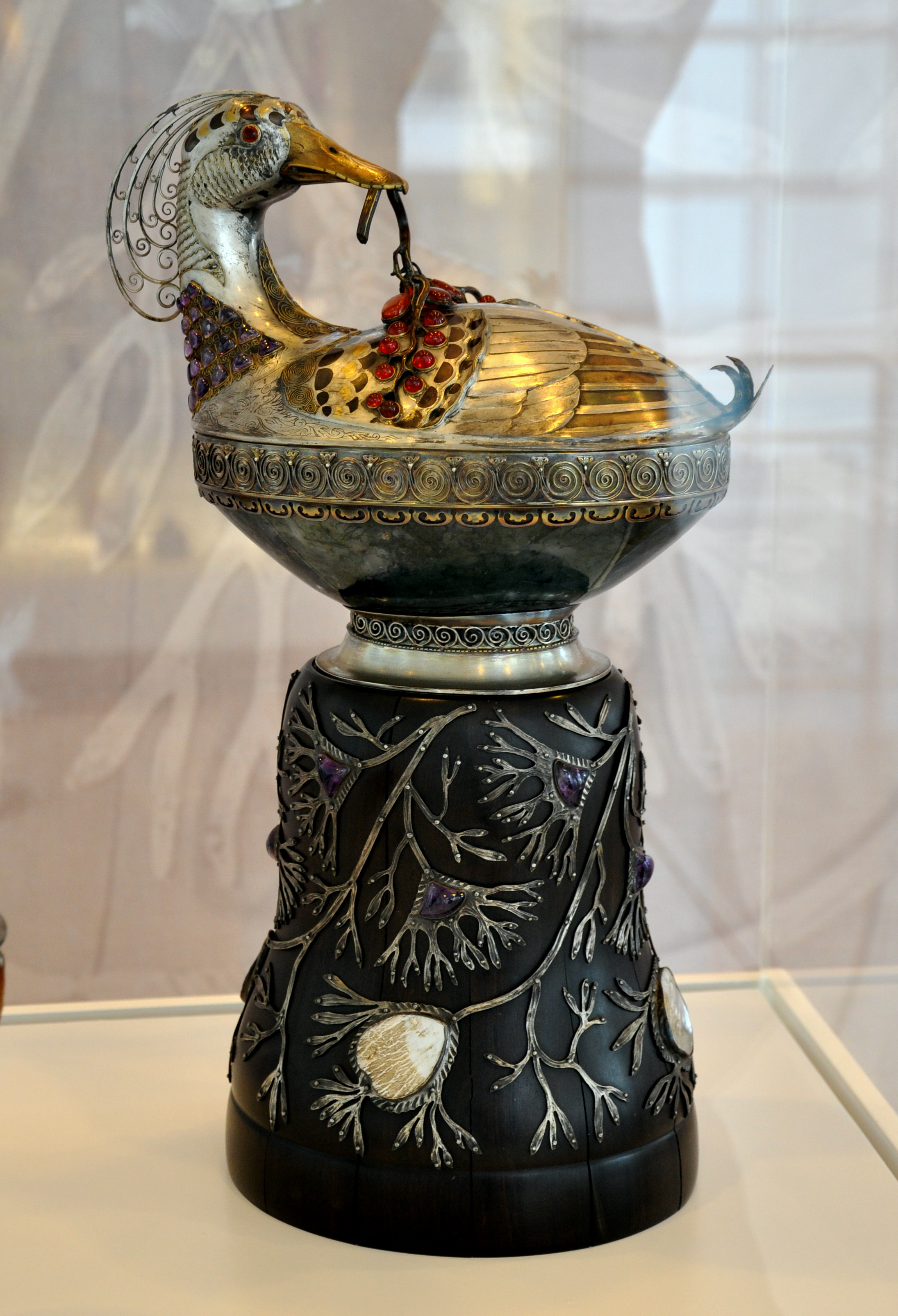
Deckelschale in Form einer Ente, Darmstadt, 1911 (Museum Angewandte Kunst, Frankfurt am Main)

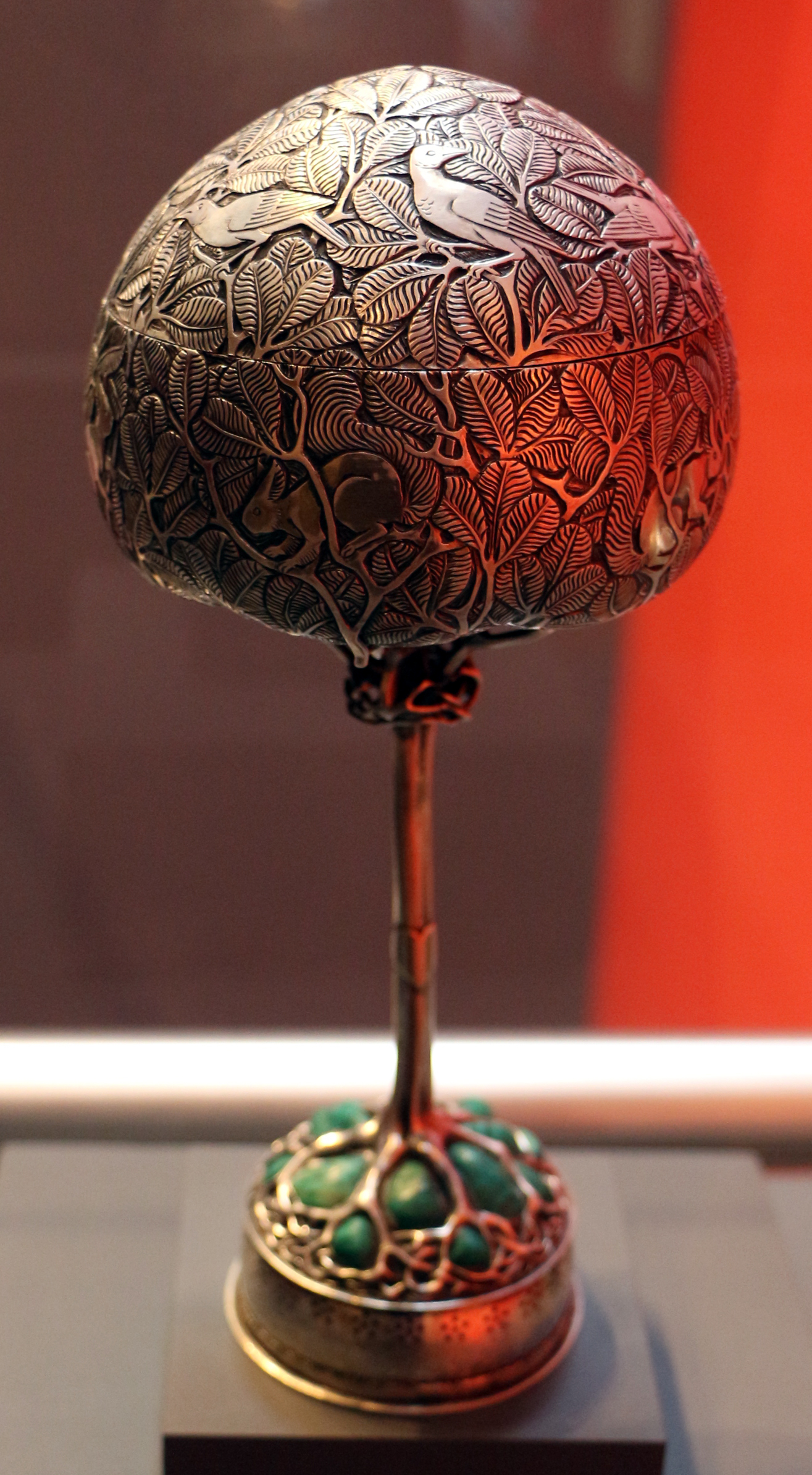
Goblet in the Musée d’Orsay, Paris, 1905 ca.

Ernst Riegel (* 12. September 1871 in Münnerstadt, Franken; † 14. Februar 1939 in Köln) war ein deutscher Goldschmied, Bildhauer und Hochschullehrer.

## Leben und Wirken
Aufgewachsen in seiner unterfränkischen Heimatstadt, war Riegel schon früh beeindruckt von den Werken Tilman Riemenschneiders und hier insbesondere von dem berühmten Flügelaltar in der Pfarrkirche. 1890 besuchte er die Königliche Kunstgewerbeschule München und studierte insgesamt fünf Jahre Bildhauerei und Goldschmiedekunst, unter anderem bei Fritz von Miller. Um die Jahrhundertwende gehörte Riegel zu den erfolgreichen Jugendstilkünstlern, wurde in die Darmstädter Künstlerkolonie berufen und war 1908 in der Dritten Hessischen Landes-Ausstellung vertreten.
Riegel wurde Mitglied im Deutschen Werkbund, fertigte beispielsweise die Amtskette des Darmstädter Oberbürgermeisters und wurde 1912 mit der Ausgestaltung der Lutherkirche in Worms beauftragt. Aufgrund seiner Reputation holte ihn Emil Thormählen 1913 nach Köln und betraute ihn mit der Leitung der Gold- und Silberschmiedeklasse. 1926 wurde er zum Professor an den von Richard Riemerschmid geleiteten Kölner Werkschulen ernannt.
Während des Ersten Weltkriegs („Gold gab ich für Eisen“) und der anschließenden Inflationszeit war es fast unmöglich mit Edelmetallen zu arbeiten. Um den Studierenden eine zeit- und wirklichkeitsnahe praktische Arbeit am Material zu ermöglichen, initiierte er die Gründung einer Wirtschaftsstelle an den Werkschulen (geleitet von einem kaufmännischen Direktor). Ziel war es, durch Kontakte mit der Wirtschaft, Behörden und Privatleuten, Arbeitsaufträge zu erlangen und die Ateliers und Werkstätten der Kölner Werkschulen zu leistungsstarken „Entwicklungs- und Versuchslabors“ zu machen.
Sein Plan ging auf: Die Edelmetall-Abteilung und die Abteilung für sakrale Kunst finanzierten fast die Hälfte des Haushalts der Hochschule. Die Stadt Köln (Trägerin der Kölner Werkschulen) unter Oberbürgermeister Konrad Adenauer vergab gut dotierte Aufträge, beispielsweise wurden 1929 bei der Grundsteinlegung des Neubaues der Universität zu Köln in Lindenthal die Große Rektorenkette in Gold und Becher in Silber (gefertigt von Ernst Riegel mit seinen Studenten) überreicht. Wohlhabende Kölner Bürger – im Verein der Freunde und Förderer der Kölner Werkschulen – erteilten Aufträge und ermöglichten so eine qualifizierte Ausbildung der Studierenden. Mit dem Erstarken der Nationalsozialisten wurden auch die Arbeiten der Kölner Werkschulen diffamiert und 1933 ein Dutzend Künstlerlehrer entlassen. Unter ihnen war auch Ernst Riegel, „fristlos gefeuert“ von seinem Nachfolger Karl Berthold.
Riegels Werke sind heute in verschiedenen Museen und in Privatbesitz.
Ende der 1990er Jahre wurde er durch mehrere Ausstellungen als bedeutender Künstler wiederentdeckt:
- Ausstellung im Hessischen Landesmuseum, Darmstadt 1996
- Ausstellung im Schloss Pillnitz, Dresden
- Ausstellung im Museum für angewandte Kunst, Köln 1997
- Ausstellung in der Lutherkirche, Wiesbaden 2020